# El hotel eléctrico
El hotel eléctrico es un cortometraje francés de 1908 dirigido por Segundo de Chomón. Se empleó para este cortometraje el procedimiento del stop-motion, es decir, animación fotograma a fotograma, propio de los primeros años del siglo XX.

Parece que el cabello de Julienne Mathieu se peina solo y que el cepillo y el peine tienen vida propia. Es uno de los ejemplos más antiguos de resultado del paso de manivela.

En los títulos de crédito aparece este rótulo: 

Primera película en el mundo sirviéndose del sistema de paso de manivela, inventado por Chomón.

Posiblemente esta declaración era una frase propagandística, muy habitual en los primeros tiempos del cine para publicitar su producto. El año anterior, James Stuart Blackton había realizado la película El hotel encantado (The Haunted Hotel, 1907), que había obtenido un rotundo éxito comercial gracias a este procedimiento, por el que se animaban los objetos y cobraban vida propia. La casa Pathé, para la que en ese momento trabajaba Chomón, decidió hacer una versión propia con los mismos ingredientes, y se encargó al aragonés del proyecto. Chomón tuvo que trabajar meticulosamente para imitar y aun superar la película norteamericana, pues se mejoró la puesta en escena y añadió unos efectos de rayos dibujando sobre el propio fotograma. El resultado fue un éxito aún mayor que el que obtuvo la cinta de Blackton.

## Sinopsis
Un matrimonio de edad madura llega a un hotel en el que sólo trabaja un conserje, pues el edificio está totalmente automatizado: las maletas suben solas, los abrigos vuelan hasta las perchas, un cepillo cobra vida y peina a la señora, una brocha de afeitar embadurna las patillas al protagonista. Finalmente el maquinista que gobierna los mandos del sistema electro-mecánico del hotel llega borracho a la sala de máquinas, tira de algunas de las manivelas y los objetos comienzan un caótico frenesí de movimiento desordenado.

## Reparto
- Segundo de Chomón: Bertrand.
- Julienne Mathieu:[1] Laure.